# Kardiotoxicita
Kardiotoxicita je vlastnost, která vede k poškození srdečního svalu a tím ke zhoršení srdečních funkcí. Oslabené srdce není dostatečně efektivní při pumpování a zajištění oběhu krve. Kardiotoxicita může být způsobena chemoterapií, komplikací z mentální anorexie či nesprávným podáváním léku jako je lokální anestetikum bupivakain.